# 2. československá fotbalová liga 1974/1975
V soubojích 43. ročníku druhé nejvyšší fotbalové soutěže – 2. československé fotbalové ligy 1974/75 – se utkalo 16 mužstev každý s každým dvoukolovým systémem podzim–jaro. Tento ročník začal v sobotu 17. srpna 1974 a skončil ve středu 11. června 1975.

## Konečná tabulka
| Poř. | Tým                        | Z  | V  | R  | P  | VG | OG | B  |
| ---- | -------------------------- | -- | -- | -- | -- | -- | -- | -- |
| 1.   | TJ Lokomotíva Košice (S)   | 30 | 21 | 4  | 5  | 71 | 25 | 46 |
| 2.   | TJ Jednota Trenčín         | 30 | 14 | 10 | 6  | 34 | 21 | 38 |
| 3.   | TJ Spartak BS Vlašim (N)   | 30 | 13 | 8  | 9  | 41 | 37 | 34 |
| 4.   | TJ Baník Prievidza         | 30 | 12 | 8  | 10 | 41 | 34 | 32 |
| 5.   | TJ VŽKG Ostrava            | 30 | 10 | 11 | 9  | 41 | 38 | 31 |
| 6.   | ASVŠ Dukla Banská Bystrica | 30 | 10 | 10 | 10 | 34 | 28 | 30 |
| 7.   | TJ Tatran Prešov (S)       | 30 | 12 | 6  | 12 | 38 | 39 | 30 |
| 8.   | TJ Strojárne Martin        | 30 | 10 | 10 | 10 | 37 | 45 | 30 |
| 9.   | TJ ZVL Považská Bystrica   | 30 | 10 | 10 | 10 | 24 | 30 | 30 |
| 10.  | TJ ZVL Kysucké Nové Mesto  | 30 | 10 | 8  | 12 | 39 | 37 | 28 |
| 11.  | TJ Partizán Bardejov       | 30 | 11 | 6  | 13 | 34 | 38 | 28 |
| 12.  | TJ Slovan Liberec (N)      | 30 | 9  | 10 | 11 | 24 | 31 | 28 |
| 13.  | TJ SONP Kladno             | 30 | 12 | 3  | 15 | 34 | 48 | 27 |
| 14.  | TJ Spartak Hradec Králové  | 30 | 8  | 10 | 12 | 30 | 30 | 26 |
| 15.  | TJ VSŽ Košice (N)          | 30 | 10 | 4  | 16 | 36 | 49 | 24 |
| 16.  | TJ VCHZ Pardubice          | 30 | 5  | 8  | 17 | 23 | 51 | 18 |

Poznámky:
- Z = Odehrané zápasy; V = Vítězství; R = Remízy; P = Prohry; VG = Vstřelené góly; OG = Obdržené góly; B = Body; (N) = Nováček (postoupivší z nižší soutěže); (S) = Sestoupivší z vyšší soutěže

|  | Postup do I. čs. fotbalové ligy 1975/76 |
|  | Sestup do III. ligy – sk. B 1975/76     |
|  | Sestup do III. ligy – sk. C 1975/76     |